# Guillaume II de Pontailler
Guillaume II de Pontailler (vers 1435-1471) est un seigneur de Talmay.

## Biographie
Guillaume est le fils unique de Guy III de Pontailler, seigneur de Talmay et de Mantoche, et de Marguerite de Cusance. Le 2 mars 1452, Guillaume épouse Guillemette de Vergy. De cette union naît un fils, Jean.
Il est dévoué aux ducs de Bourgogne, il combat à leurs côtés jusqu'à y trouver la mort, le 14 mars 1471, à la bataille de Buxy. Il est inhumé à Talmay, dans le tombeau familial.